# Juan Legarreta
Juan Legarreta Ugarte (* 8. Juli 1897 in Irun; † 22. November 1978 in Santiago) war ein spanisch-chilenischer Fußballspieler. Der Stürmer bestritt ein inoffizielles Länderspiel für Chile. 

## Karriere

### Verein
Juan Legarreta spielte in der Jugend des Irún SC und schaffte dort den Sprung in das Herrenteam. 1915 benannte sich der Klub in Real Unión Irún um. Mit dem Klub aus seiner Geburtsstadt gewann der Offensivakteur die Copa del Rey 1918. Im Finale gegen Madrid FC erzielte Legarreta, Kapitän der Mannschaft, beim 2:0-Sieg beide Tore.
Im April 1920 reiste Legarreta trotz der Möglichkeit, mit dem spanischen Nationalteam an den Olympischen Spielen in Antwerpen teilzunehmen, aus geschäftlichen Gründen nach Chile, wo sein Bruder José Legarreta bereits wohnte. Bei seiner Ankunft am Bahnhof von Santiago erwartete den Stürmer eine Delegation von Ibérico Balompié. Er schloss sich dem Klub an, der sich 1922 in Unión Española umbenannte, und gewann dreimal die Copa Chile sowie 1928 als Kapitän des Teams die Liga Central de Football de Santiago. Bis zu seinem Karriereende blieb Legarreta beim Klub spanischer Einwanderer.

### Nationalmannschaft
Juan Legarreta spielte ein inoffizielles Länderspiel für Chile. Als die argentinische Amateurnationalmannschaft zu Besuch war, lief der Angreifer im Oktober 1921 beim 1:1-Unentschieden gegen diese auf. Es blieb das einzige Länderspiel für Legarreta.

## Erfolge
Real Unión Irún
- Copa del Rey: 1918

Ibérico Balompié/Unión Española
- Copa Unión: 1920
- Copa Chile (Asociación de Santiago): 1920, 1924, 1925
- Campeonato de Apertura: 1925
- Liga Central de Football de Santiago: 1928